# Langues bodiques orientales
Les langues bodiques orientales sont un petit groupe de langues bodiques non-tibétaines parlées à l'Est du Bhoutan et aux régions adjacentes de Chine (Région autonome du Tibet) et d'Inde (état d'Arunachal Pradesh). Elles incluent :
- Dakpa et Monba de Tawang ;
- Dzala ;
- Nyen, incluant Mangde et Phobjib ;
- Chali ;
- Bumthang ;
- Kheng ;
- Kurtöp.